# Касем, Ахмед
Ахме́д Касе́м (швед. Ahmed Qasem; род. 12 июля 2003, Швеция) — шведский футболист, полузащитник клуба «Эльфсборг».

## Клубная карьера
Начинал заниматься футболом в клубе LSW IF. Через некоторое время перебрался в «Муталу», где прошёл путь от юношеской до основной команды. В 2019 году в 15-летнем возрасте в её составе дебютировал в шведском Дивизионе 2, где провёл 25 игр, в которых забил 4 мяча. По итогам сезона «Мутала» получила право сыграть в стыковых матчах, по результатам которых завоевала право на повышение в классе. В одном из матчей Касем забил гол. В Дивизионе 1 первую игру провёл 14 июня 2020 года против «Вернаму», выйдя на замену в середине второго тайма. В турнирной таблице «Мутала» заняла предпоследнее место и, спустя сезон, вернулась в Дивизион 2.
18 января 2021 года подписал контракт с «Эльфсборгом», выступающим в Аллсвенскане. 28 февраля сыграл за новую команду первую игру. В матче группового раунда кубка Швеции с «Утсиктеном» Ахмед вышел на поле на 81-й минуте, заменив Симона Ульссона. 2 мая в гостевой встрече с АИК Касем дебютировал в чемпионате Швеции, появившись на поле на 84-й минуте вместо Йеппе Оккельса.

## Карьера в сборных
В феврале 2020 года принимал участие в тренировочном сборе юношеской сборной Швеции в Испании. Дебютировал за сборную 6 февраля в игре с Саудовской Аравией появившись на поле на 75-й минуте. В следующей игре против Чехии Касем забил первый гол, который оказался единственным во встрече и принёс его команде победу.

## Клубная статистика
| Выступление      | Выступление      | Выступление      | Лига | Лига | Кубки | Кубки | Конт. кубки | Конт. кубки | Итого | Итого |
| Клуб             | Лига             | Сезон            | Игры | Голы | Игры  | Голы  | Игры        | Голы        | Игры  | Голы  |
| ---------------- | ---------------- | ---------------- | ---- | ---- | ----- | ----- | ----------- | ----------- | ----- | ----- |
| Мутала           | Дивизион 2       | 2019             | 25   | 4    | 0     | 0     | 0           | 0           | 25    | 4     |
| Мутала           | Дивизион 1       | 2020             | 29   | 4    | 0     | 0     | 0           | 0           | 29    | 4     |
| Мутала           | Итого            | Итого            | 54   | 8    | 0     | 0     | 0           | 0           | 54    | 8     |
| Эльфсборг        | Аллсвенскан      | 2021             | 2    | 0    | 1     | 0     | 0           | 0           | 3     | 0     |
| Эльфсборг        | Итого            | Итого            | 2    | 0    | 1     | 0     | 0           | 0           | 3     | 0     |
| Всего за карьеру | Всего за карьеру | Всего за карьеру | 56   | 8    | 1     | 0     | 0           | 0           | 57    | 8     |